# Szczytnik (powiat lęborski)
Szczytnik – wzniesienie o wysokości 134,8 m n.p.m. na Pojezierzu Kaszubskim, położone w woj. pomorskim, w powiecie lęborskim, na obszarze gminy Cewice.
Nazwę Szczytnik wprowadzono urzędowo w 1949 roku, zastępując poprzednią niemiecką nazwę Spitz Berg. Według polskiej przedwojennej mapy taktycznej wysokość wzniesienia wynosi 136 m n.p.m. zaś według danych zawartych na "Geoportalu" 134,8 m n.p.m.
Na północny zachód od wzniesienia w odległości ok. 1 km znajduje się wieś Maszewo Lęborskie.